# Abric de Can Ximet
L'Abric de Can Ximet, o Balmes de Cal Ximet, és un abric rocós situat entre Can Ximet i Can Castellví, en una cinglera del barranc del Fondo de la Seguera, dins del Parc d'Olèrdola (Alt Penedès). Hi ha unes estructures medievals i pintures rupestres protegides com a Patrimoni de la Humanitat en el conjunt de l'Art rupestre de l'arc mediterrani de la península Ibèrica.
L'abric té uns 20 metres de longitud, 10 metres de fondària i una altura mitjana de 10 metres. Al seu interior s'observen una sèrie d'estructures excavades a la roca: escales, forats per a bigues i dos grups de sitges considerades d'època medieval.
Les pintures rupestres es troben a la part esquerra de la cavitat, per sobre de les restes de la primera sitja. En altres punts de l'abric s'observen restes de pigments. El conjunt pictòric es compon de tres figures d'estil esquemàtic i traç simple. Aquestes figures són traços que configuren una creu o aspa.
El 1984 es van descobrir dues figures durant el transcurs d'una visita als conjunts rupestres propers de la Cova dels Segarulls i l'Abric de Can Castellví. En fer la documentació el 1987 es van observar les restes de pigment disperses i molt deteriorades. El 1990 es va descobrir la tercera figura.